# Helmi Gulin
Helmi Elina Gulin, född 9 september 1879 i Helsingfors, död där 5 augusti 1965, var en finländsk författare. Hon ingick 1920 äktenskap med biskop Eelis Gulin.
Gulin, som var dotter till rektor William Vindician Forsman och Helena Wilskman, avlade studentexamen 1899 och språkexamen i Oxford 1909. Hon var lärare i engelska vid Missionsskolan i Helsingfors 1923–1930. Hon utgav Louise af Forselles och hennes värld (1943), Karl August Wrede. Ungdomsvärld och livsgärning (1948), En herrgårdsfröken i uniform. Drag ur Hedvig von Haartmans liv (1951), Edvard Björkenheim. Ungdomsår och kristen gärning (1954) och En viddernas dotter. Utdrag ur Helena Wilskmans brev och dagbok (1957).